# Starzik
Starzik était une entreprise française fondée en 2004, fut la 3e plateforme de téléchargement légale en France, derrière des concurrents tels qu’iTunes Store et Amazon. Le site, créé en 2004, proposait de la musique, des livres, des BD, des jeux et des logiciels au téléchargement.
La particularité du site www.starzik.com résidait dans sa capacité à proposer du contenu dans différents formats[réf. souhaitée]. En 2006, le site fut le premier à proposer des titres de musique sans verrou technologique grâce au soutien de l’agrégateur « The Orchard »[réf. souhaitée].

## Historique
En 2004, J. Giachino et F. Estupina, respectivement directeur marketing et directeur technique d’un grand groupe[Lequel ?], s’associent pour fonder Starzik alors que les offres de téléchargement légal commencent à prospérer. La PME grenobloise souhaite permettre aux internautes d’acquérir légalement de la musique sur Internet et d’offrir aux artistes un nouveau canal de distribution.
En 2005, le site Starzik.com est en ligne. La société devient progressivement une plateforme multi-contenu en proposant des jeux, logiciels, vidéo clips et films dès 2007, puis des livres en 2010 et enfin des BD numériques en 2012.
En 2006, Starzik crée une deuxième business unit B2B « starzik.biz » afin d’utiliser la prime numérique dans des opérations de marketing opérationnel. 
En décembre 2016 la société est placée en liquidation judiciaire.

## Catalogue numérique
Le site Starzik proposait un service multi-formats afin de promouvoir l'interopérabilité. Plus de 20 000 000 de titres sont disponibles dans les principaux formats : MP3, Ogg Vorbis, FLAC (HD), WMA, AAC.  Il est ainsi possible de télécharger légalement de la musique qui sera compatible avec tous les systèmes d'exploitation et manipulable à volonté. 

### Musique
L’offre musicale provenait de labels de 37 pays différents, dont Universal Music Group, Sony Music Entertainment, Warner Music Group ou Believe. Starzik proposait une section « Top gratuits ». 
Une application smartphone Starzik existe pour iOS et Android..

### Livres et BD numériques
Starzik proposait plus de 500 000 livres numériques à prix unique en téléchargement. Une majorité des livres numériques étaient au format ePub et PDF et certains au format audio MP3 ou WMA ce qui permettait de les écouter. Le site internet proposait également des BD numériques.

### Jeux et logiciels
Plus de 12 000 jeux et logiciels étaient également disponibles en téléchargement pour PC ou Mac.

### Service Mystarzikshop
Mystarzikshop fut un service communautaire de Starzik créé en décembre 2006 et qui prenait en charge la distribution, la promotion et la vente de musique MP3 (sans DRM) d'artistes non-connus, auto-produits ou sous des labels indépendants[réf. souhaitée].

### Autres offres
- Offre B2B : expertise en marketing numérique
- Site de téléchargement en marque blanche

## Sources
1. ↑  , téléchargement légal selon l'Institut GFK
2. ↑  Electron libre.info 17/01/2009: http://www.electronlibre.info/+Starzik-va-proposer-le-catalogue,1026
3. ↑  L'Expansion 21/04/2008 : http://www.lexpansion.com/economie/actualite-high-tech/jerome-giachino-starzik-developpe-une-offre-legale-interoperable-et-attractive_151269.html
4. ↑  Starzik placée en liquidation judiciaire le 27/12/2016
5. ↑   Science & vie Junior n°288 Septembre 2013
6. ↑  Hadopi et les acteurs numériques : http://www.actualitte.com/acteurs-numeriques/hadopi-distribue-les-bons-points-pur-aux-revendeurs-40442.htm